# Marta Cardona
Marta Cardona, née le 26 mai 1995 à Saragosse, est une footballeuse internationale espagnole qui joue comme attaquante pour Parme en Liga F.
Elle évolue également avec l'équipe nationale d'Espagne depuis 2019.

## Biographie

### Carrière en club
Née à Saragosse, elle commence sa carrière officielle dans le club local Zaragoza CFF. Elle quitte le club en 2017 pour le Levante, où elle joue une saison, puis passe deux saisons à la Real Sociedad.
En 2020, l'ailière signe pour le club du Real Madrid, où elle est complimentée par les observateurs du fait de son apport en termes de buts et de passes décisives,. Cependant, elle révèle que lors de sa deuxième saison, elle était au bord d'arrêter le football à cause de multiples blessures, la démotivant fortement.
À l'été 2022, Cardona est transférée au club rival de l'Atletico de Madrid, où elle remporte sa deuxième coupe nationale en 2023.

### Carrière internationale
Marta Cardona fait ses débuts 
avec l'équipe nationale sénior espagnole en octobre 2019 contre l'Azerbaïdjan. Elle marque son premier but international en avril 2021 contre le Mexique à la suite d'un tir de longue distance.
Jorge Vilda, le sélectionneur de l'Espagne, l'inclut dans la liste des joueuses 
pour l'Euro 2022. Elle y score l'unique but lors du match de poule contre le Danemark .

## Palmarès
Real Sociedad
- Vainqueure de la Coupe de la Reine en 2019.

Atletico de Madrid
- Vainqueure de la Coupe de la Reine en 2023.